# Andrea Bertolacci
Andrea Bertolacci, född 11 januari 1991 i Rom, är en italiensk fotbollsspelare som spelar som mittfältare för Fatih Karagümrük. Han har tidigare också representerat Italiens fotbollslandslag.

## Karriär
I december 2020 värvades Bertolacci av turkiska Fatih Karagümrük.